# Flores y Abejas
Flores y Abejas fue una revista publicada en la ciudad española de Guadalajara entre 1894 y 1990.

## Historia
Fundada en 1894 y publicada en Guadalajara, entre sus redactores y colaboradores se encontraron Alfonso Martín, Federico López González, Luis Vega Rey, Waldo Romero Quiñones, Marcelino Villanueva y Deprit, Eduardo Palacio Valdés, Vicente Perdomingo, Miguel Mayoral y Medina, Alfonso Martín, Jorge Moya, Vicente Ruiz Rojo y Gabriel María Vergara y Martín. Entre sus directores se encontraron Federico López González, Miguel Mayoral y Luis Cordavias, antes del cese de su publicación en 1936 con la guerra civil. Volvió a publicar números en la década de 1950, hasta su cese definitivo en 1990, cuando fue sucedida por El Decano.